# Knodus hypopterus
Knodus hypopterus är en fiskart som först beskrevs av Fowler, 1943.  Knodus hypopterus ingår i släktet Knodus och familjen Characidae. Inga underarter finns listade i Catalogue of Life.